# U 108 (U-Boot, 1940)
U 108 war ein deutsches U-Boot vom Typ IX B, das im Zweiten Weltkrieg von der deutschen Kriegsmarine eingesetzt wurde.

## Geschichte
Der Auftrag für das Boot wurde am 24. Mai 1938 an die AG Weser in Bremen vergeben. Die Kiellegung erfolgte am 27. Dezember 1939, der Stapellauf am 15. Juli 1940, die Indienststellung unter Kapitänleutnant Klaus Scholtz fand schließlich am 22. Oktober 1940 statt. Wie viele deutsche U-Boote seiner Zeit führte auch  108 ein Bootszeichen, das von der Besatzung ausgewählt wurde: einen weißen Polarbären auf einer Eisscholle (dieser wurde wahrscheinlich im April 1941 gemalt). Zudem führte das Boot das Wappen seiner Patenstadt, Danzig.
Das Boot gehörte nach seiner Indienststellung am 22. Oktober 1940 bis zum 31. Januar 1941 als Ausbildungsboot zur 2. U-Flottille und unternahm von Wilhelmshaven aus Ausbildungsfahrten zum Training der Besatzung und zum Einfahren des Bootes. Nach der Ausbildungszeit gehörte U 108 vom 1. Februar 1941 bis zum 31. August 1943 als Frontboot zur 2. U-Flottille in Wilhelmshaven bzw. Lorient. Anschließend kam das Boot vom 1. September 1943 bis zum 11. April 1944 als Ausbildungsboot zur 8. U-Flottille nach Danzig.

## Einsatzstatistik
U 108 absolvierte während seiner Dienstzeit elf Unternehmungen, auf denen 26 Schiffe mit einer Gesamttonnage von 135.167 BRT versenkt wurden.

### Erste Unternehmung
Das Boot lief am 15. Februar 1941 um 10.00 Uhr von Wilhelmshaven aus und lief am 12. März 1941 um 9.30 Uhr in Lorient ein. Auf dieser 26 Tage dauernden und 4.093 sm über und 292 sm unter Wasser langen Unternehmung in den Nordatlantik, südwestlich von Island, wurden zwei Schiffe mit 8.078 BRT versenkt.
- 22. Februar 1941: Versenkung des niederländischen Dampfers Texelstroom (Lage) mit 1.617 BRT. Der Dampfer wurde durch zwei Torpedos versenkt. Er hatte eine unbekannte Ladung an Bord und befand sich auf dem Weg von Reykjavík nach Grimsby. Es war ein Totalverlust mit 27 Toten.
- 1. März 1941: Versenkung des britischen Dampfers Effna (Lage) mit 6.461 BRT. Der Dampfer wurde durch zwei Torpedos versenkt. Er hatte 7.516 t Stahl sowie LKWs geladen und befand sich auf dem Weg von Baltimore über Halifax nach Newport. Es war ein Totalverlust mit 33 Toten.

### Zweite Unternehmung
Das Boot lief am 3. April 1941 um 19.40 Uhr von Lorient aus und lief am 2. Mai 1941 um 20.10 Uhr wieder dort ein. Auf dieser 29 Tage dauernden und 5.196 sm über und 308 sm unter Wasser langen Unternehmung in den Nordatlantik, der Dänemarkstraße zwischen Island und Grönland, wurde ein Schiff mit 16.444 BRT versenkt.
- 13. April 1941: Versenkung des britischen Hilfskreuzers Rajputana (Lage) mit 16.444 BRT. Der Hilfskreuzer wurde durch acht Torpedos versenkt, von denen sechs fehlgingen oder versagten. Das Schiff gehörte zum Geleitschutz des Konvois HX-117 mit 43 Schiffen. Es gab 40 Tote und 283 Überlebende.

### Dritte Unternehmung
Das Boot lief am 25. Mai 1941 um 18.30 Uhr von Lorient aus und lief am 7. Juli 1941 um 16.15 Uhr wieder dort ein. Auf dieser 39 Tage dauernden und 7.064 sm über und 255 sm unter Wasser langen Unternehmung in den Nordatlantik, südwestlich Irlands und östlich von Neufundland, wurden sieben Schiffe mit 26.931 BRT versenkt. U 108 beteiligte sich auf dieser Unternehmung an der Suche nach Überlebenden des deutschen Schlachtschiffes Bismarck, es traf jedoch nur noch auf Tote.
- 2. Juni 1941: Versenkung des britischen Motorschiffes Michael E. (Lage) mit 7.628 BRT. Das Schiff wurde durch einen Torpedo versenkt. Es fuhr in Ballast und war auf dem Weg von Belfast nach Halifax (Nova Scotia). Das Schiff gehörte zum aufgelösten Konvoi OB-327 mit 41 Schiffen. Es gab drei Tote und 59 Überlebende. Die Michael E. war das erste CAM-Schiff (Catapult Armed Merchant) und war mit einem Katapult und einer Hawker Hurricane ausgerüstet.
- 8. Juni 1941: Versenkung des britischen Dampfers Baron Nairn (Lage) mit 3.164 BRT. Der Dampfer wurde durch zwei Torpedos versenkt. Er fuhr in Ballast und war auf dem Weg von Barrow nach Nuevitas (Kuba). Das Schiff gehörte zum aufgelösten Konvoi OB-328 mit 26 Schiffe. Es gab einen Toten und 39 Überlebende.
- 8. Juni 1941: Versenkung des griechischen Dampfers Dirphys (Lage) mit 4.240 BRT. Der Dampfer wurde durch einen Torpedo versenkt. Er hatte 6.152 t Anthrazit geladen und befand sich auf dem Weg von Swansea nach Montreal. Das Schiff gehörte zum aufgelösten Konvoi OB-328 mit 26 Schiffen. Es gab sechs Tote und 19 Überlebende.
- 10. Juni 1941: Versenkung des norwegischen Dampfers Christian Krohg (Lage) mit 1.992 BRT. Der Dampfer wurde durch einen Torpedo versenkt. Er fuhr in Ballast und war auf dem Weg von London nach Father Point (Neufundland). Das Schiff gehörte zum aufgelösten Konvoi OB-328 mit 26 Schiffen. Es gab 23 Tote und sechs Überlebende.
- 25. Juni 1941: Versenkung des griechischen Dampfers Ellinico (Lage) mit 3.059 BRT. Der Dampfer wurde durch einen Torpedo versenkt. Er hatte eine unbekannte Ladung und war auf dem Weg von Liverpool nach Wabana (Conception Bay). Es war ein Totalverlust.
- 25. Juni 1941: Versenkung des griechischen Dampfers Nicolas Pateras (Lage) mit 4.362 BRT. Der Dampfer wurde durch einen Torpedo und Artillerie versenkt. Er fuhr in Ballast und war auf dem Weg von Liverpool nach Fathers Point (Neufundland). Es war ein Totalverlust.
- 1. Juli 1941: Versenkung des britischen Dampfers Toronto City (Lage) mit 2.486 BRT. Der Dampfer wurde durch einen Torpedo versenkt. Er fuhr in Ballast und war auf dem Weg von St. John’s nach Fathers Point (Neufundland). Es war ein Totalverlust mit 35 Toten.

### Vierte Unternehmung
Das Boot lief am 19. August 1941 um 13.35 Uhr von Lorient aus und lief am 21. Oktober 1941 um 18.00 Uhr wieder dort ein. Auf dieser 63 Tage dauernden und 9.306 sm über und 166,7 sm langen Unternehmung in den Mittelatlantik westlich der Azorischen Inseln, St.-Peter-und-Paul-Inseln und vor Freetown, wurden keine Schiffe versenkt.

### Fünfte Unternehmung
Das Boot lief am 9. Dezember 1941 um 9.40 Uhr von Lorient aus und lief am 25. Dezember 1941 um 11.00 Uhr wieder dort ein. Auf dieser 16 Tage dauernden und 3.523 sm über und 156 sm unter Wasser langen Unternehmung in den Atlantik, westlich von Gibraltar, wurden zwei Schiffe mit 7.620 BRT versenkt. U 108 gehörte zur Gruppe mit dem Tarnnamen „Seeräuber“.
- 14. Dezember 1941: Versenkung des portugiesischen Dampfers Cassequel (Lage) mit 4.751 BRT. Der Dampfer wurde durch zwei Torpedos versenkt. Er hatte Stückgut sowie neun Passagiere an Bord und befand sich auf dem Weg von Lissabon (Portugal) nach Angola. Es gab keine Verluste, 44 Überlebende.
- 19. Dezember 1941: Versenkung des britischen Dampfers Ruckinge (Lage) mit 2.869 BRT. Der Dampfer wurde durch einen Torpedo versenkt. Er hatte 51 t unedle Metalle, 638 t Stoffe, 820 t Chemikalien sowie 620 t Holz geladen und befand sich auf dem Weg von Lissabon nach Oban. Das Schiff gehörte zum Konvoi HG-76 mit 32 Schiffen. Es gab drei Tote und 39 Überlebende.

### Sechste Unternehmung
Das Boot lief am 8. Januar 1942 um 18.45 Uhr von Lorient aus und lief am 11. Januar 1941 um 12.00 Uhr, zur Reparatur der Drosselklappe, dort wieder ein. Es lief am 12. Januar 1942 um 13.30 Uhr wieder von Lorient aus, und am 4. März 1942 um 11.00 Uhr wieder dort ein. Auf dieser 54 Tage dauernden und 7.491 sm über und 426 sm unter Wasser langen Unternehmung in den Westatlantik und vor die Ostküste der USA, wurden fünf Schiffe mit 20.082 BRT versenkt.
- 8. Februar 1942: Versenkung des britischen Dampfers Ocean Venture (Lage) mit 7.174 BRT. Der Dampfer wurde durch drei Torpedos versenkt. Er hatte 9.115 t Nahrungsmittel sowie vier Flugzeuge geladen und befand sich auf dem Weg von Vancouver und Cristóbal nach Hampton Roads. 31 Tote und 14 Überlebende.
- 9. Februar 1942: Versenkung des norwegischen Dampfers Tolosa (Lage) mit 1.974 BRT. Der Dampfer wurde durch einen Torpedo versenkt. Er hatte eine unbekannte Ladung an Bord und befand sich auf dem Weg von Kingston nach Chester (Panama). Es war ein Totalverlust mit 22 Toten.
- 12. Februar 1942: Versenkung des norwegischen Dampfers Blink (Lage) mit 2.701 BRT. Der Dampfer wurde durch einen Torpedo versenkt. Er hatte 3.600 t Phosphat geladen und befand sich auf dem Weg von Tampa über Halifax (Nova Scotia) nach Ipswich. Es gab 24 Tote und zwölf Überlebende.
- 16. Februar 1942: Versenkung des panamaischen Dampfers Ramapo mit 2.968 BRT. Der Dampfer wurde durch einen Torpedo versenkt. Er hatte eine unbekannte Ladung an Bord und befand sich auf dem Weg von London über die Bermudas nach New York. Es war ein Totalverlust mit 31 Toten.
- 18. Februar 1942: Versenkung des britischen Dampfers Somme (Lage) mit 5.265 BRT. Der Dampfer wurde durch zwei Torpedos versenkt. Er hatte Stückgut geladen und befand sich auf dem Weg von London zu den Bermudas und Curaçao. Das Schiff gehörte zum aufgelösten Konvoi ONS-62 mit 34 Schiffen. Es war ein Totalverlust mit 48 Toten.

### Siebente Unternehmung
Das Boot lief am 30. März 1942 um 19.15 Uhr von Lorient aus und lief am 1. Juni 1942 um 9.00 Uhr wieder dort ein. Auf dieser 63 Tage dauernden und 9.298 sm über und 314 sm unter Wasser langen Unternehmung in den Westatlantik, der Karibik, den Bahamas und den Großen Antillen, wurden fünf Schiffe mit 31.340 BRT versenkt. U 108 wurde am 19. April 1942 von U 459 mit 40 m³ Brennstoff versorgt.
- 25. April 1942: Versenkung des britischen Dampfers Modesta (Lage)  mit 3.849 BRT. Der Dampfer wurde durch einen Torpedo versenkt. Er hatte 5.800 t Bauxit geladen und befand sich auf dem Weg von Trinidad und St. Thomas nach New York. Es gab 18 Tote und 23 Überlebende.
- 29. April 1942: Versenkung des US-amerikanischen Tankers Mobiloil (Lage) mit 9.925 BRT. Der Tanker wurde durch drei Torpedos sowie Artillerie versenkt. Er fuhr in Ballast und war auf dem Weg von New York über Norfolk nach Caripito (Venezuela). Es gab keine Verluste, 52 Überlebende. Der Tanker war Bewaffnet mit : 1 × 4 Inch, 2 × Kaliber 50 und 2 × Kaliber 30.
- 5. Mai 1942: Versenkung des US-amerikanischen Dampfers Afoundria (Lage) mit 5.010 BRT. Der Dampfer wurde durch einen Torpedo versenkt. Er hatte 7.500 t Stückgut sowie acht Passagiere an Bord und war auf dem Weg von New Orleans nach San Juan (Puerto Rico). Es gab keine Verluste, 46 Überlebende.
- 6. Mai 1942: Versenkung des lettischen Dampfers Abgara (Lage) mit 4.422 BRT. Der Dampfer wurde durch zwei Torpedos versenkt. Er hatte Zucker geladen und befand sich auf dem Weg von Kingston (Jamaika) nach Montreal. Es gab keine Verluste, 34 Überlebende.
- 20. Mai 1942: Versenkung des norwegischen Tankers Norland (Lage) mit 8.134 BRT. Der Tanker wurde durch einen Torpedo und Artillerie versenkt. Er fuhr in Ballast und war auf dem Weg nach Corpus Christi. Das Schiff gehörte zum Konvoi ON-93. Es gab keine Verluste, 48 Überlebende.

### Achte Unternehmung
Das Boot lief am 13. Juli 1942 um 14.15 Uhr von Lorient aus und lief am 10. September 1942 um 19.00 Uhr wieder dort ein. Auf dieser 65 Tage dauernden und 9.744 sm über und 287 sm unter Wasser langen Unternehmung in den Mittelatlantik, Westatlantik und südöstlich von Trinidad, wurden drei Schiffe mit 17.495 BRT versenkt. U 108 wurde am 2. September 1942 von U 510 mit 22,7 m³ Brennstoff versorgt.
- 3. August 1942: Versenkung des britischen Tankers Tricula (Lage) mit 6.221 BRT. Der Tanker wurde durch drei Torpedos versenkt. Er hatte 8.000 t Heizöl und zwei Passagiere an Bord und befand sich auf dem Weg von Curacao und Trinidad nach Kapstadt. Es gab 49 Tote (1 Passagier) und zehn Überlebende.
- 7. August 1942: Versenkung des norwegischen Motorschiffes Brenas (Lage) mit 2.687 BRT. Das Schiff wurde durch zwei Torpedos versenkt. Er hatte 3.044 t Stückgut inklusive Kakao-Bohnen, Rizinus-Samen Leinen, Beryll-Erz, Nüsse, 131 Barrel Pflanzenöl sowie Post geladen und befand sich auf dem Weg von Ascension nach New York. Es gab einen Toten und 33 Überlebende.
- 18. August 1942: Versenkung des US-amerikanischen Tankers Louisiana mit 8.587 BRT. Der Tanker wurde durch zwei Torpedos versenkt. Er hatte 92.514 Barrel Benzin und Schweröl geladen und befand sich auf dem Weg von Areno (Aruba) nach Rio de Janeiro. Es war ein Totalverlust mit 49 Toten.

### Neunte Unternehmung
Das Boot lief am 25. Oktober 1942 um 10.00 Uhr von Lorient aus und lief am 26. November 1942 um 10.10 Uhr wieder dort ein. Auf dieser 32 Tage dauernden und 4.406 sm über und 677 sm unter Wasser langen Unternehmung in den Mittelatlantik, westlich von Marokko, wurden keine Schiffe versenkt oder beschädigt. U 108 gehörte zur Gruppe mit dem Tarnnamen „Schlagetot“.

### Zehnte Unternehmung
Das Boot lief am 20. Januar 1943 um 16.30 Uhr von Lorient aus und lief am 24. Februar 1943 um 9.00 Uhr wieder dort ein. Auf dieser 35 Tage dauernden und 4.525 sm über und 524 sm unter Wasser langen Unternehmung in den Mittelatlantik und den Kanarischen Inseln, wurden keine Schiffe versenkt oder beschädigt. U 108 wurde am 16. Februar 1943 von U 511 mit 55 m³ Brennstoff versorgt. Es gehörte zur Gruppe mit dem Tarnnamen „Rochen“.

### Elfte Unternehmung
Das Boot lief am 1. April 1943 um 18.30 Uhr von Lorient aus und lief am 11. Mai 1943 um 10.00 Uhr in Bergen ein. Auf dieser 46 Tage dauernden und zirka 8.900 sm über und 502 sm unter Wasser langen Unternehmung in den Nordatlantik und dem mittleren Nordatlantik, wurde ein Schiff mit 7.176 BRT versenkt. U 108 wurde am 2. Mai 1943 von U 461 mit 70 m³ Brennstoff und Proviant versorgt. Es gehörte zu den Gruppen mit den Tarnnamen „Adler“, „Meise“ und „Specht“. Das Boot lief am 11. Mai 1943 um 22.00 Uhr, zur Überführung nach Deutschland, von Bergen aus und am 12. Mai 1943 in Kristiansand ein und ab gleichen Tag wieder aus. Es lief am 16. Mai 1943 in Stettin ein.
- 19. April 1943: Versenkung des US-amerikanischen Dampfers Robert Gray (Lage) mit 7.176 BRT. Der Dampfer wurde durch drei Torpedos versenkt. Er hatte 8.600 t Kriegsmaterial geladen und befand sich auf dem Weg von New York nach Loch Ewe (Großbritannien). Das Schiff gehörte zum aufgelösten Konvoi HX-234. Es gab 62 Verluste und keine Überlebende.[3]

## Verbleib
Das Boot wurde am 11. April 1944 in Stettin, während eines Werftaufenthaltes, bei einem Luftangriff der 8th Air Force der United States Army Air Forces durch einen Bombentreffer versenkt. Das Boot wurde gehoben und am 17. Juli 1944 außer Dienst gestellt. Es gab keine Verluste.